# Festival international du film Comedy Cluj
Comedy Cluj est un festival de cinéma qui se déroule annuellement au mois d'octobre à Cluj-Napoca, en Transylvanie, Roumanie.

## Histoire
Le festival Comedy Cluj a débuté en 2009. Cette première édition a proposé au public 70 films venant de 19 pays.

## L'organisation du festival
Le festival comprend plusieurs sections. En outre, plusieurs événements se déroulent autour du festival : des ateliers (création, restauration de vieux films etc.), salon de lecture d'épigrammes, théâtre de rue, des conférences et des fêtes.

### Sections du festival
- La compétition : 12 comédies récentes
- Comédies Comedy : un amalgame de comédies de tous temps et de tous coins du monde
- Focus sur trois cinémas nationaux (films récents et anciens)
- Focus sur un réalisateur
- Focus sur un acteur

### Prix décernés en 2009
- Trophée Comedy du meilleur film : Nous, les vivants réalisé par Roy Andersson
- Meilleure réalisation : Boris Khlebnikov pour le film Nage libre (film), Svobodnoe plavanie
- Meilleur scénario : Andrej Slabakoff pour le scénario de Hindemidth
- Meilleure actrice : Judit Schell pour son interprétation dans le film Csak szex és más semmi et Yolande Moreau pour son interprétation dans le film Louise-Michel
- Meilleur acteur : Javier Cámara pour son interprétation dans le film À la carte (Fuera de carta)
- Mention spéciale du jury : David & Layla réalisé par Jalal Jonroy
- Prix du public : Valami Amerika réalisé par Gabor Herendi
- Meilleur court métrage : Vacsora réalisé par Karchi Perlmann
- Mention spéciale du jury pour un court métrage : Vostok réalisé par Jan Andersen